# Schlutzkrapfen

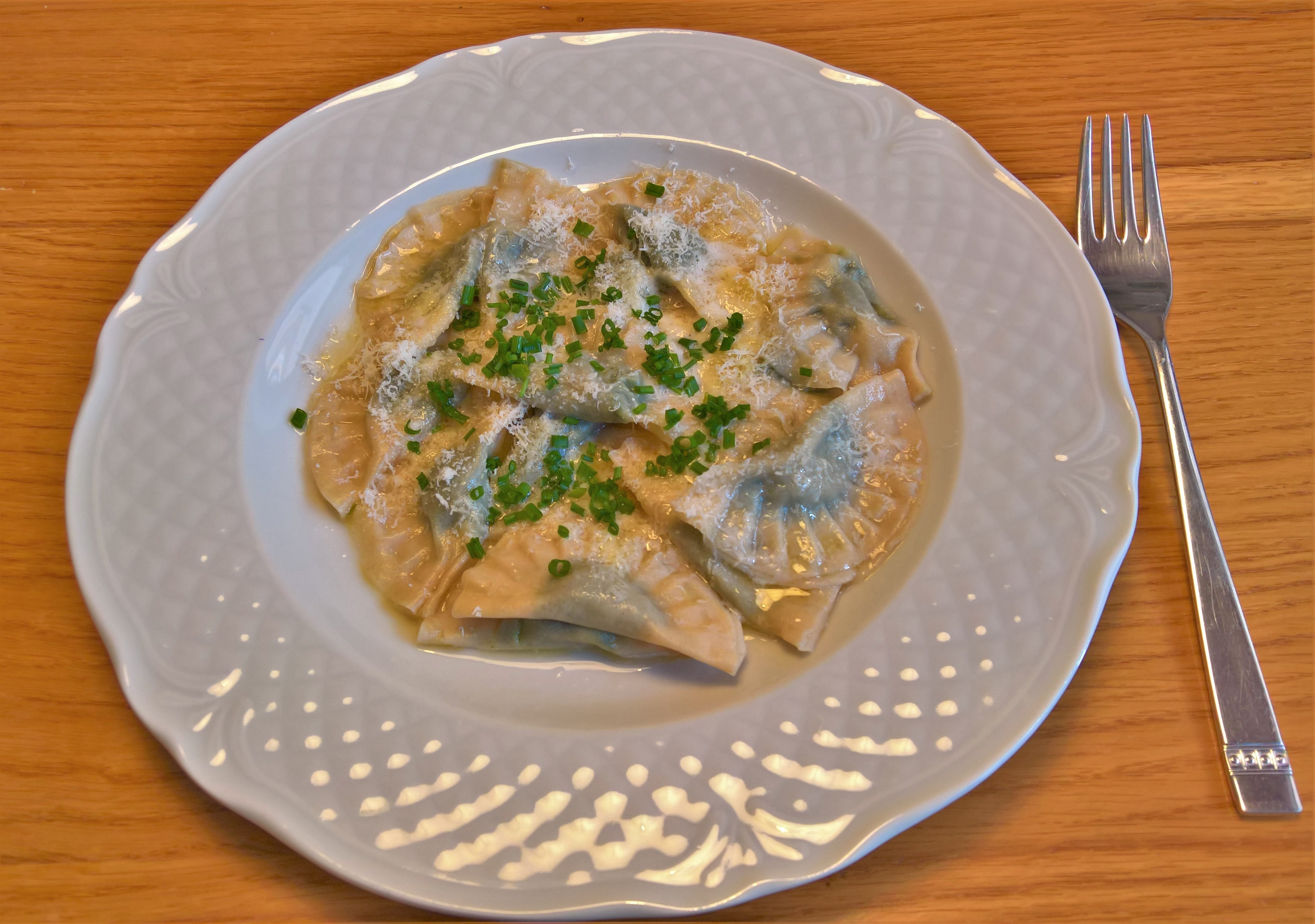
Tipico piatto di schlutzkrapfen

Gli Schlutzkrapfen (conosciuti anche come Schlickkrapfen, Schlierkrapfen o Schlipfkrapfen) o traducibili in italiano come mezzelune, sono dei ravioli/agnolotti ripieni, nella loro ricetta più tipica, di spinaci e ricotta. Tuttavia non sono insolite altri farciture, come patate e rape rosse o funghi. Pur essendo tipici della Val Pusteria, sono ampiamente diffusi in tutta la regione del Tirolo e del Bellunese. Sono molto simili ai pierogi polacchi. Nelle valli ladine sono conosciuti come cancì, crafuncins, cajincì, casonzì o casunziei.

## Etimologia
Il verbo schluzen tradotto dalla lingua tedesca, si traduce in "scivolare". Ciò deriva dal fatto che questa specialità si mangia lasciando scivolare i ravioli in bocca.

## Ingredienti
Ricetta per 4 persone
Pasta:
- 150 g di farina di segale
- 100 g di farina di frumento
- 1 uovo
- 50-60 ml di acqua tiepida
- 1 cucchiaio di olio d'oliva
- sale

Ripieno:
- 150 g di spinaci bolliti (300 g di spinaci freschi)
- 50 g di cipolle tagliate finemente
- 1/2 spicchio d'aglio tritato
- 1 cucchiaio di burro
- 100 g di ricotta
- 1 cucchiaio di parmigiano
- 1 cucchiaio di erba cipollina tagliata finemente
- 1 presa di noce moscata
- pepe
- sale

## Preparazione

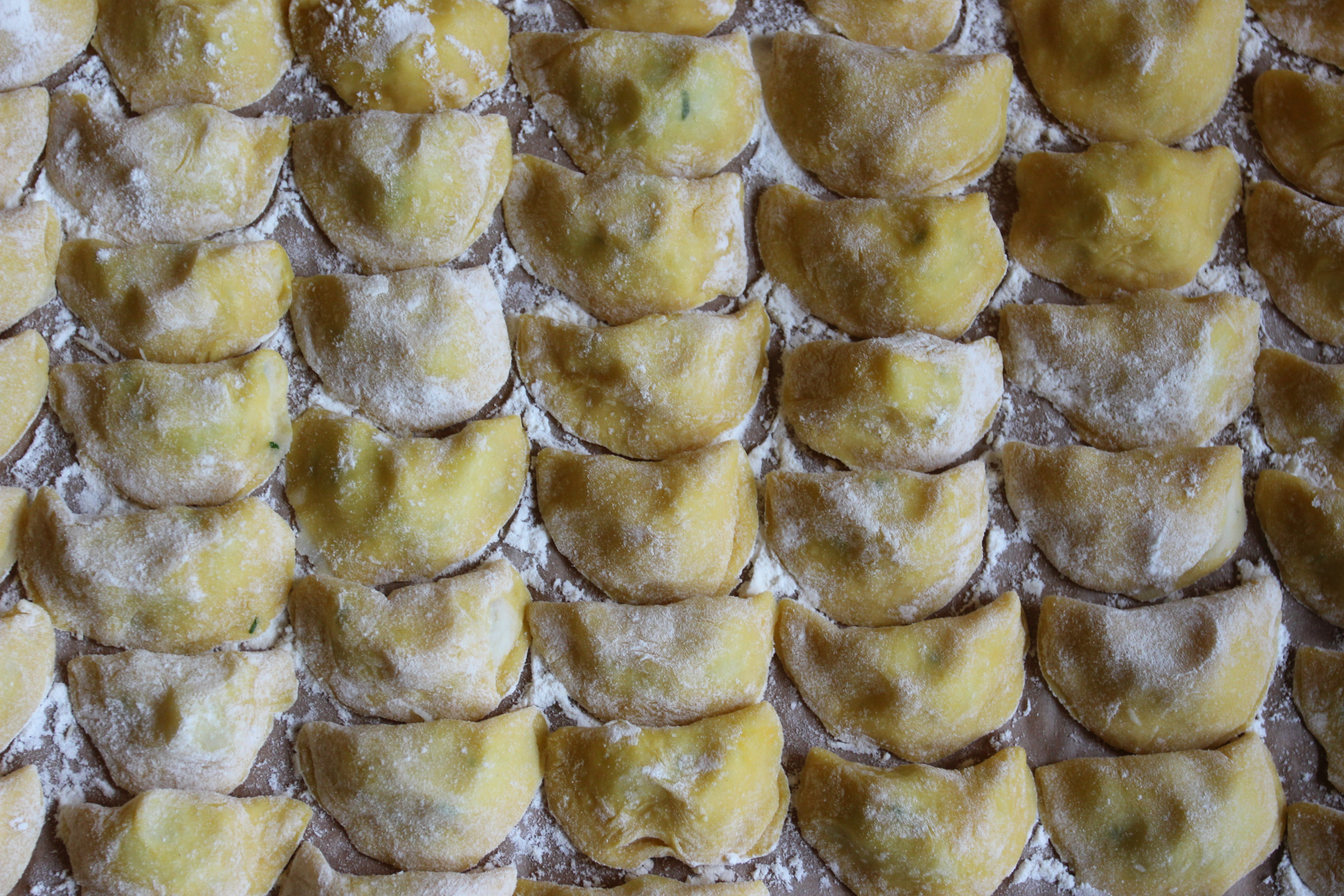

- Per la pasta:[3][4]

Mescolare le due farine, disporle a forma di corona e salarle. Unire l'uovo all'acqua e all'olio, versare il liquido della corona di farina ed impastare il tutto. Far riposare per 30 minuti.
- Per il ripieno:

Tritare finemente gli spinaci, rosolare la cipolla e l'aglio ed il burro; poi unire gli spinaci e abbassare la fiamma. Aggiungere la ricotta, il parmigiano, l'erba cipollina; condire con noce moscata, sale, pepe, e mischiare bene.
Stendere la pasta ottenendo una sfoglia sottile e lavorare la pasta velocemente, in modo che non si secchi. Successivamente ritagliare con una forma tonda e liscia dei cerchi di diametro di 7 centimetri.
Posare quindi con un cucchiaio l'impasto al centro della sfoglia e bagnare il bordo con dell'acqua e quindi piegare la pasta facendole assumere la forma di piccole mezzelune per poi premere immediatamente con le mani i bordi della pasta.
Cuocere in acqua salata e disporli quindi su un piatto, cosparsi di parmigiano ed erba cipollina e un po' di burro fuso.